# Suzana Nikolić
Suzana Nikolić (Županja, 22. lipnja 1965.) hrvatska je kazališna, televizijska i filmska glumica.

## Životopis

### Karijera
Osnovnu školu i nižu muzičku školu (klavir i flauta) završila u Županji. Maturirala je 1984. u Obrazovnom centru za jezike u Zagrebu. Diplomirala 1989. godine na Studiju glume Akademije dramske umjetnosti u Zagrebu. U kazalištu, na televiziji, radiju i na filmu profesionalno nastupa od 1986. U stalnom radnom odnosu, kao član glumačkog ansambla Zagrebačkog kazališta mladih, od 1992. do 2001. godine. Kao glumica, osim u matičnom kazalištu, nastupala u Hrvatskom narodnom kazalištu, Dramskom kazalištu Gavella, Teatru &TD, Glumačkoj družini Histrioni te na Dubrovačkim ljetnim igrama.
Na Akademiji dramske umjetnosti, Odsjek glume, Katedra za scenski govor, od 1991. godine radi kao nastavnik vanjski suradnik - asistent prof. Tonka Lonze. 
1998/99. je provela šest mjeseci na stručnom usavršavanju na sveučilištu u New Yorku, Tisch School of the Arts, kao Fulbrightov stipendist.
Godine 2001. je izabrana za docenta na Akademiji dramske umjetnosti, kolegij Scenski govor, disciplina Gluma.
Godine 2004. postaje urednica hrvatskog izdanja knjige Mihaila Čehova Glumcu o tehnici glume. Iste godine Michael Chekhov Association (MICHA –USA) dodjeljuje joj naslov Master teacher of Michael Chekhov Technique.

### Nagrade
- Godine 1998. nagrađena je Zlatnom arenom za epizodnu ulogu Višnje u filmu Snježane Tribuson Tri muškarca Melite Žganjer (1998).

### Privatni život
Suzana Nikolić je bila udana za snimatelja, filmologa i sveučilišnog profesora Enesa Midžića. Nikolić je 2011. bila jedna od petstotinjak potpisnika inicijative znanstvenika, umjetnika, intelektualaca i javnih djelatnika za promjenu Trga maršala Tita u Zagrebu, koji je kao komunistički diktator bio odgovoran za mnogobrojne smrti i progone za vrijeme svoje diktature.

## Filmografija

### Televizijske uloge
- "Počivali u miru" kao Slavica Koretić (2017.)
- "Kud puklo da puklo" kao Zdenka Gavran (2014. – 2016.)
- "Stipe u gostima" kao Lana Ivić (2008. – 2014.)
- "Zora dubrovačka" kao Nada (2013.)
- "Tito" kao Marija Broz (2010.)
- "Lud, zbunjen, normalan" kao Helena (2008.)
- "Bibin svijet" kao Ana (2008.)
- "Naša mala klinika" kao Hloverka Lili (2007.)
- "Zlatni vrč" kao Marijana (2004.)
- "Novakovi" (2000.)
- "Tuđinac" (1990.)

### Filmske uloge
- "Kotlovina" kao Seka (2011.)
- "Zagrebačke priče" (2009.)
- "Duga mračna noć" kao Jelka (2004.)
- "Radio i ja" (2004.)
- "Generalov carski osmijeh" (2002.)
- "Holding" kao Ksenija (2001.)
- "Pomor tuljana" (2000.)
- "Tri muškarca Melite Žganjer" kao Višnja (1998.)
- "Zavaravanje" (1998.)
- "Prepoznavanje" kao inspektorova žena (1996.)
- "Sedma kronika" kao Vedrana (1996.)
- "Posebna vožnja" (1995.)
- "Olovna pričest" (1995.)
- "Vukovar se vraća kući" (1994.)
- "Papa Sixto V" (1992.)
- "Jaguar" (1992.)
- "Under Cover" kao Anna (1991.)
- "Ljeto za sjećanje" kao grofica (1991.)
- "Lude gljive" (1990.)
- "Diploma za smrt" kao Vlasta (1989.)
- "Leo i Brigita" kao Ljubica Ljubinović (1989.)
- "Sokol ga nije volio" kao Margita (1988.)
- "Tečaj plivanja" (1988.)
- "Ljubi, ljubi, al' glavu ne gubi" (1981.)
- "Gersla" (1979.)

### Sinkronizacija
- "Potraga za Dorom" kao Dora (2016.)
- "Ekipa za 6" kao Ujna Cass (2014.)
- "Život buba" kao Bojana (2008.)
- "Charlotteina mreža" kao Charlotte (2007.)
- "Bambi" kao Bambijeva mama (2005.)
- "Petar Pan" kao gđa. Darling (2003.)
- "Potraga za Nemom" kao Dora (2003.)
- "Lilo i Stitch" (serija) kao Nani

## Vanjske poveznice
- Suzana Nikolić u internetskoj bazi filmova IMDb-u (engl.)
- Stranica na Zekaem.hr  Arhivirana inačica izvorne stranice od 19. siječnja 2019. (Wayback Machine)